# Lista de recordes mundiais do atletismo
Esta é uma lista dos recordes mundiais do atletismo, nas várias provas. Estes recordes são obtidos nas provas mundiais, que sejam reconhecidas pela World Athletics.

## Recordes mundiais
Aguardando ratificação
      não será ratificado pela World Athletics
- i = evento indoor

### Masculino
| 50 m                    | 5 s 56 i | Donovan Bailey                                                  | Canadá          | 9 de fevereiro de 1996  | Reno, Estados Unidos          | [ 1 ] [ 2 ]         |                |                     |               |
| 60 m                    | 6 s 34 | Christian Coleman                                               | Estados Unidos  | 18 de fevereiro de 2018 | Albuquerque, Estados Unidos   | [ 3 ]               |                |                     |               |
| 100 m                   | 9 s 58 (+0,9 m/s) | Usain Bolt                                                      | Jamaica         | 16 de agosto de 2009    | Berlim, Alemanha              | [ 4 ] [ 5 ]         |                |                     |               |
| 200 m                   | 19 s 19 (-0,3 m/s) | Usain Bolt                                                      | Jamaica         | 20 de agosto de 2009    | Berlim, Alemanha              | [ 6 ]               |                |                     |               |
| 400 m                   | 43 s 03 | Wayde van Niekerk                                               | África do Sul   | 14 de agosto de 2016    | Rio de Janeiro, Brasil        | [ 7 ] [ 8 ]         |                |                     |               |
| 800 m                   | 1 min 40 s 91 | David Rudisha                                                   | Quênia          | 9 de agosto de 2012     | Londres, Inglaterra           | [ 9 ] [ 10 ]        |                |                     |               |
| 1000 m                  | 2 min 11 s 96 | Noah Ngeny                                                      | Quênia          | 5 de setembro de 1999   | Rieti, Itália                 | [ 11 ] [ 12 ]       |                |                     |               |
| 1500 m                  | 3 min 26 s 00 | Hicham El Guerrouj                                              | Marrocos        | 14 de julho de 1998     | Roma, Itália                  | [ 13 ]              |                |                     |               |
| Milha                   | 3 min 43 s 13 | Hicham El Guerrouj                                              | Marrocos        | 7 de julho de 1999      | Roma, Itália                  | [ 14 ]              |                |                     |               |
| 2000 m                  | 4 min 43 s 13 | Jakob Ingebrigtsen                                              | Noruega         | 8 de setembro de 2023   | Bruxelas, Bélgica             | [ 15 ]              |                |                     |               |
| 3000 m                  | 7 min 17 s 55 | Jakob Ingebrigtsen                                              | Noruega         | 25 de agosto de 2024    | Chorzów, Polônia              | [ 16 ]              |                |                     |               |
| 5000 m                  | 12 min 35 s 36 | Joshua Cheptegei                                                | Uganda          | 14 de agosto de 2020    | Mônaco                        | [ 17 ]              |                |                     |               |
| 10.000 m                | 26 min 11 s 00 | Joshua Cheptegei                                                | Uganda          | 7 de outubro de 2020    | Valência, Espanha             | [ 18 ]              |                |                     |               |
| Uma hora                | 21.330 m | Mo Farah                                                        | Reino Unido     | 4 de setembro de 2020   | Bruxelas, Bélgica             | [ 19 ]              |                |                     |               |
| Meia-maratona           | 57 min 31 s | Jacob Kiplimo                                                   | Uganda          | 21 de novembro de 2021  | Lisboa, Portugal              | [ 20 ]              |                |                     |               |
| Meia-maratona           | 57 min 30 s | Yomif Kejelcha                                                  | Etiópia         | 27 de outubro de 2024   | Valência, Espanha             | [ 21 ] [ 20 ]       |                |                     |               |
| Meia-maratona           | 56 min 42 s | Jacob Kiplimo                                                   | Uganda          | 16 de fevereiro de 2025 | Barcelona, Espanha            | [ 20 ]              |                |                     |               |
| Maratona                | 2 h 0 min 35 s | Kelvin Kiptum                                                   | Quênia          | 8 de outubro de 2023    | Chicago, Estados Unidos       | [ 22 ]              |                |                     |               |
| Maratona                | 1 h 59 min 40 s | Eliud Kipchoge                                                  | Quênia          | 12 de outubro de 2019   | Viena, Áustria                | [ 23 ]              |                |                     |               |
| 50 km                   | 2 h 38 min 43 s | CJ Albertson                                                    | Estados Unidos  | 8 de outubro de 2022    | São Francisco, Estados Unidos | [ 24 ]              |                |                     |               |
| 100 km                  | 6 h 5 min 35 s | Aleksandr Sorokin                                               | Lituânia        | 14 de maio de 2023      | Vilnius, Lituânia             | [ 25 ]              |                |                     |               |
| 50 m com barreiras      | 6 s 25 i | Mark McKoy                                                      | Canadá          | 5 de março de 1986      | Kobe, Japão                   | [ 26 ]              |                |                     |               |
| 60 m com barreiras      | 7 s 27 i | Grant Holloway                                                  | Estados Unidos  | 16 de fevereiro de 2025 | Kobe, Japão                   | [ 27 ]              |                |                     |               |
| 110 m com barreiras     | 12 s 80 (+0,3 m/s) | Aries Merritt                                                   | Estados Unidos  | 7 de setembro de 2012   | Bruxelas, Bélgica             | [ 28 ]              |                |                     |               |
| 400 m com barreiras     | 45 s 94 | Karsten Warholm                                                 | Noruega         | 3 de agosto de 2021     | Tóquio, Japão                 | [ 29 ]              |                |                     |               |
| 3000 m com obstáculos   | 7 min 52 s 11 | Lamecha Girma                                                   | Etiópia         | 9 de junho de 2004      | Paris, França                 | [ 30 ]              |                |                     |               |
| 20.000 m (pista)        | 1 h 17 min 25 s 6 | Bernardo Segura                                                 | México          | 7 de maio de 1994       | Fana, Noruega                 | [ 31 ]              |                |                     |               |
| 20 km marcha (estrada)  | 1 h 16 min 36 s | Toshikazu Yamanishi                                             | Japão           | 16 de fevereiro de 2025 | Kobe, Japão                   | [ 32 ]              |                |                     |               |
| 35 km marcha (estrada)  | 2 h 20 min 43 s | Massimo Stano                                                   | Itália          | 18 de maio de 2025      | Poděbrady, Tchéquia           | [ 33 ]              |                |                     |               |
| 50.000 m marcha (pista) | 3 h 35 min 27 s 2 | Yohann Diniz                                                    | França          | 12 de março de 2011     | Reims, França                 | [ 34 ]              |                |                     |               |
| 50 km marcha (estrada)  | 3 h 32 min 33 s | Yohann Diniz                                                    | França          | 15 de agosto de 2014    | Zurique, Suíça                | [ 35 ] [ 36 ]       |                |                     |               |
| 4 x 100 m               | 36 s 84 | Nesta Carter Michael Frater Yohan Blake Usain Bolt              | Jamaica         | 11 de agosto de 2012    | Londres, Inglaterra           | [ 37 ] [ 38 ]       |                |                     |               |
| 4 x 200 m               | 1 min 18 s 63 | Nickel Ashmeade Warren Weir Jermaine Brown Yohan Blake          | Jamaica         | 24 de maio de 2014      | Nassau, Bahamas               | [ 39 ] [ 40 ]       |                |                     |               |
| 4 x 400 m               | 2 min 54 s 29 | Andrew Valmon Quincy Watts Butch Reynolds Michael Johnson       | Estados Unidos  | 22 de agosto de 1993    | Stuttgart, Alemanha           | [ 41 ]              |                |                     |               |
| 4 x 800 m               | 7 min 2 s 43 | Joseph Mutua William Yiampoy Ismael Kombich Wilfred Bungei      | Quênia          | 25 de agosto de 2006    | Bruxelas, Bélgica             | [ 42 ]              |                |                     |               |
| 4 x 1500 m              | 14 min 22 s 22 | Collins Cheboi Silas Kiplagat James Kiplagat Magut Asbel Kiprop | Quênia          | 25 de maio de 2014      | Nassau, Bahamas               | [ 43 ] [ 44 ]       |                |                     |               |
| Salto em altura         | 2,45 m | Javier Sotomayor                                                | Cuba            | 27 de julho de 1993     | Salamanca, Espanha            | [ 45 ]              |                |                     |               |
| Salto com vara          | 6,27 m | Armand Duplantis                                                | Suécia          | 28 de fevereiro de 2025 | Clermont-Ferrand, França      | [ 46 ]              |                |                     |               |
| Salto com vara          | 6,28 m | Armand Duplantis                                                | Suécia          | 15 de junho de 2025     | Estocolmo, Suécia             | [ 46 ]              |                |                     |               |
| Salto com vara          | 6,29 m | Armand Duplantis                                                | Suécia          | 12 de agosto de 2025    | Budapeste, Hungria            | [ 46 ]              |                |                     |               |
| Salto em distância      | 8,95 m (+0,3 m/s) | Mike Powell                                                     | Estados Unidos  | 30 de agosto de 1991    | Tóquio, Japão                 | [ 47 ]              |                |                     |               |
| Salto triplo            | 18,29 m (+1,3 m/s) | Jonathan Edwards                                                | Reino Unido     | 8 de setembro de 1995   | Göteborg, Suécia              | [ 48 ]              |                |                     |               |
| Arremesso de peso       | 23,56 m | Ryan Crouser                                                    | Estados Unidos  | 27 de maio de 2023      | Los Angeles, Estados Unidos   | [ 49 ]              |                |                     |               |
| Lançamento de disco     | 74,35 m | Mykolas Alekna                                                  | Lituânia        | 14 de abril de 2024     | Ramona, Estados Unidos        | [ 50 ]              |                |                     |               |
| Lançamento de disco     | 74,89 m | Mykolas Alekna                                                  | Lituânia        | 13 de abril de 2025     | Ramona, Estados Unidos        | [ 50 ]              |                |                     |               |
| Lançamento de disco     | 75,56 m | Mykolas Alekna                                                  | Lituânia        | 13 de abril de 2025     | Ramona, Estados Unidos        | [ 50 ]              |                |                     |               |
| Lançamento de martelo   | 86,74 m | Yuriy Sedykh                                                    | União Soviética | 30 de agosto de 1986    | Estugarda, Alemanha           | [ 51 ]              |                |                     |               |
| Lançamento de dardo     | 98,48 m | Jan Železný                                                     | Chéquia         | 25 de maio de 1996      | Jena, Alemanha                | [ 52 ]              |                |                     |               |
| Decatlo                 | 9126 pontos | Kevin Mayer                                                     | França          | 16 de setembro de 2018  | Talence, França               | [ 53 ] [ 54 ]       |                |                     |               |
| Decatlo                 | \| 100 m \| Salto em distância \| Arremesso de peso \| Salto em altura \| 400 m \| 110 m com barreiras \| Lançamento de disco \| Salto com vara \| Lançamento de dardo \| 1500 m \| \| ------- \| ------------------ \| ----------------- \| --------------- \| ------- \| ------------------- \| ------------------- \| -------------- \| ------------------- \| ------------- \| \| 10 s 55 \| 7,80 m \| 16,00 m \| 2,05 m \| 48 s 42 \| 13s75 \| 50,54 m \| 5,45 m \| 71,90 m \| 4 min 36 s 11 \| |                                                                 |                 |                         |                               | [ 53 ] [ 54 ]       |                |                     |               |
| 100 m                   | Salto em distância | Arremesso de peso                                               | Salto em altura | 400 m                   | 110 m com barreiras           | Lançamento de disco | Salto com vara | Lançamento de dardo | 1500 m        |
| 10 s 55                 | 7,80 m | 16,00 m                                                         | 2,05 m          | 48 s 42                 | 13s75                         | 50,54 m             | 5,45 m         | 71,90 m             | 4 min 36 s 11 |

### Feminino
| 100 m com barreiras | Salto em altura | Arremesso de peso | 200 m   | Salto em distância | Arremesso de dardo | 800 m        |
| ------------------- | --------------- | ----------------- | ------- | ------------------ | ------------------ | ------------ |
| 12 s 69             | 1,86 m          | 15,80 m           | 22 s 56 | 7,27 m             | 45,66 m            | 2 min 8 s 51 |

| 100 m   | Salto em distância | Arremesso de peso | Salto em altura | 400 m   | 100 m com barreiras | Lançamento de disco | Salto com vara | Lançamento de dardo | 1500 m        |
| ------- | ------------------ | ----------------- | --------------- | ------- | ------------------- | ------------------- | -------------- | ------------------- | ------------- |
| 12 s 49 | 6,12 m             | 16,42 m           | 1,78 m          | 57 s 19 | 14 s 22             | 46,19 m             | 3,10 m         | 48,78 m             | 5 min 15 s 86 |

### Misto
| Prova                 | Marca        | Atleta                                                   | País           | Data                | Competição      | Local               | Ref.    |
| --------------------- | ------------ | -------------------------------------------------------- | -------------- | ------------------- | --------------- | ------------------- | ------- |
| Revezamento 4 x 400 m | 3 min 7 s 41 | Vernon Norwood Shamier Little Bryce Deadmon Kaylyn Brown | Estados Unidos | 2 de agosto de 2024 | Jogos Olímpicos | Saint-Denis, França | [ 104 ] |

## Melhores desempenhos mundias
Algumas modalidades do atletismo não são oficialmente ratificadas pela World Athletics. Por isso os melhores desempenhos destas especialidades não são chamados de recordes mundiais, mas sim de melhores desempenhos mundiais.

### Masculino
| Prova                  | Marca              | Atleta              | País           | Data                    | Local                            | Ref.    |
| ---------------------- | ------------------ | ------------------- | -------------- | ----------------------- | -------------------------------- | ------- |
| 55 m                   | 5 s 99 i           | Obadele Thompson    | Barbados       | 22 de fevereiro de 1997 | Colorado Springs, Estados Unidos | [ 105 ] |
| 100 yd                 | 9 s 07 (-0,5 m/s)  | Asafa Powell        | Jamaica        | 27 de maio de 2010      | Ostrava, Tchéquia                | [ 106 ] |
| 150 m                  | 14 s 97 (+0,9 m/s) | Linford Christie    | Reino Unido    | 4 de setembro de 1994   | Sheffield, Reino Unido           | [ 107 ] |
| 300 m                  | 30 s 69            | Letsile Tebogo      | Botswana       | 17 de fevereiro de 2024 | Pretória, África do Sul          | [ 108 ] |
| 600 m                  | 1 min 12 s 81      | Johnny Gray         | Estados Unidos | 24 de maio de 1986      | Santa Mônica, Estados Unidos     | [ 109 ] |
| Duas milhas            | 7 min 54 s 10      | Jakob Ingebrigtsen  | Noruega        | 9 de junho de 2023      | Paris, França                    | [ 110 ] |
| 20.000 m               | 56 min 20 s 02     | Bashir Abdi         | Bélgica        | 4 de setembro de 2020   | Bruxelas, Bélgica                | [ 111 ] |
| 25.000 m               | 1 h 12 min 25 s 4  | Moses Mosop         | Quênia         | 3 de junho de 2011      | Eugene, Estados Unidos           | [ 112 ] |
| 30.000 m               | 1 h 26 min 47 s 4  | Moses Mosop         | Quênia         | 3 de junho de 2011      | Eugene, Estados Unidos           | [ 113 ] |
| 55 m com barreiras     | 7 s 30 i           | Renaldo Nehemiah    | Estados Unidos | 30 de janeiro de 1982   | Dallas, Estados Unidos           | [ 114 ] |
| 300 m com barreiras    | 33 s 26            | Karsten Warholm     | Noruega        | 4 de junho de 2021      | Oslo, Noruega                    | [ 115 ] |
| 2000 m com obstáculos  | 5 min 10 s 68      | Mahiedine Mekhissi  | França         | 30 de junho de 2010     | Reims, França                    | [ 116 ] |
| 3000 m marcha (pista)  | 10 min 30 s 28 i   | Tom Bosworth        | Reino Unido    | 25 de fevereiro de 2018 | Glasgow, Grã-Bretanha            | [ 117 ] |
| 5000 m marcha (pista)  | 18 min 2 s 38      | Gabriel Bordier     | França         | 10 de junho de 2025     | Montreuil, França                | [ 118 ] |
| 5000 m marcha (pista)  | 17 min 55 s 65 i   | Francesco Fortunato | Itália         | 22 de fevereiro de 2025 | Ancona, Itália                   | [ 118 ] |
| 5 km marcha (estrada)  | 18 min 21 s        | Robert Korzeniowski | Polónia        | 15 de setembro de 1990  | Bad Salzdetfurth, Alemanha       | [ 119 ] |
| 10.000 m (pista)       | 37 min 23 s 99     | Gabriel Bordier     | França         | 2 de agosto de 2025     | Talence, França                  | [ 120 ] |
| 10 km marcha (estrada) | 37 min 11 s        | Roman Rasskazov     | Rússia         | 28 de maio de 2000      | Saransk, Rússia                  | [ 121 ] |
| 30 km marcha (estrada) | 2 h 5 min 6 s      | Nathan Deakes       | Austrália      | 27 de agosto de 2006    | Hobart, Austrália                | [ 122 ] |

### Feminino
| Prova                  | Marca              | Atleta                | País           | Data                    | Local                            | Ref.    |
| ---------------------- | ------------------ | --------------------- | -------------- | ----------------------- | -------------------------------- | ------- |
| 55 m                   | 6 s 55 i           | Evelyn Ashford        | Estados Unidos | 26 de fevereiro de 1982 | Nova Iorque, Estados Unidos      | [ 123 ] |
| 55 m                   | 6 s 55 i           | Jeanette Bolden       | Estados Unidos | 21 de fevereiro de 1986 | Inglewood, Estados Unidos        | [ 123 ] |
| 150 m                  | 16 s 41 (+1,1 m/s) | Brianna McNeal        | Estados Unidos | 20 de julho de 2020     | Fort Worth, Estados Unidos       | [ 124 ] |
| 300 m                  | 34 s 41            | Shaunae Miller-Uibo   | Bahamas        | 30 de junho de 2019     | Ostrava, Tchéquia                | [ 125 ] |
| 600 m                  | 1 min 21 s 63      | Mary Moraa            | Quênia         | 1 de setembro de 2024   | Berlim, Alemanha                 | [ 126 ] |
| Duas milhas            | 8 min 58 s 58      | Meseret Defar         | Etiópia        | 14 de setembro de 2007  | Bruxelas, Bélgica                | [ 127 ] |
| 20.000 m               | 1 h 5 min 26 s 6   | Tegla Loroupe         | Quênia         | 3 de setembro de 2000   | Borgholzhausen, Alemanha         | [ 128 ] |
| 25.000 m               | 1 h 27 min 5 s 9   | Tegla Loroupe         | Quênia         | 21 de setembro de 2002  | Mengerskirchen, Alemanha         | [ 129 ] |
| 30.000 m               | 1 h 45 min 50 s 0  | Tegla Loroupe         | Quênia         | 6 de junho de 2003      | Warstein, Alemanha               | [ 130 ] |
| 55 m com barreiras     | 7 s 30 i           | Tiffany Lott-Hogan    | Estados Unidos | 22 de fevereiro de 1997 | Colorado Springs, Estados Unidos | [ 131 ] |
| 300 m com barreiras    | 36 s 86            | Femke Bol             | Países Baixos  | 31 de maio de 2022      | Ostava, Tchéquia                 | [ 132 ] |
| 2000 m com obstáculos  | 5 min 47 s 42      | Beatrice Chepkoech    | Quênia         | 10 de setembro de 2023  | Zagreb, Croácia                  | [ 133 ] |
| 3000 m marcha (pista)  | 11 min 35 s 34 i   | Gillian O'Sullivan    | Irlanda        | 10 de junho de 2025     | Belfast, Grã-Bretanha            | [ 134 ] |
| 5000 m marcha (pista)  | 20 min 1 s 80      | Eleonora Anna Giorgi  | Itália         | 18 de maio de 2014      | Misterbianco, Itália             | [ 135 ] |
| 5 km marcha (estrada)  | 19 min 46 s        | Kjersti Tysse-Plätzer | Noruega        | 27 de agosto de 2006    | Hildesheim, Alemanha             | [ 136 ] |
| 10 km marcha (estrada) | 41 min 4 s         | Yelena Nikolayeva     | Rússia         | 20 de abril de 1996     | Sochi, Rússia                    | [ 137 ] |
| 30 km marcha (estrada) | 2 h 19 min 53 s    | Rebecca Henderson     | Austrália      | 18 de maio de 2025      | Melbourne, Austrália             | [ 138 ] |